# Furia (TV-serie)
Furia är en norsk kriminal- och dramaserie som hade premiär den 26 september 2021. Seriens andra säsong hade premiär i november 2023. Serien är skapad av Gjermund Eriksen.

## Handling
Serien kretsar kring framväxten av de högerextrema krafterna i Europa.

## Rollista (i urval)
- Ine Marie Wilmann - Ragna
- Nina Kunzendorf - Kathi Falke
- Pål Sverre Hagen - Asgeir
- Preben Hodneland - Ole
- Cecilie Mosli - Inger
- Ulrich Noethen - Brehme
- Johann von Bülow
- Anja Schneider
- Benjamin Sadler
- Fridtjov Såheim
- Trond Espen Seim
- Christian Berkel